# 伊藤ちひろ
伊藤 ちひろ（いとう ちひろ）は、日本の脚本家、美術スタッフ（小道具担当）。

## 来歴
神奈川県出身。高校卒業後2000年より、映画の美術・装飾スタッフとして活動する。行定勲に「書いてみないか」と誘われ、『Seventh Anniversary』で脚本家デビュー。
脚本家デビュー後すぐに頭角を現し、本業である美術スタッフとして活動しながらも実写やアニメーションを問わず行定勲監督の『世界の中心で、愛をさけぶ』、押井守監督の『スカイ・クロラ The Sky Crawlers』、神山健治監督の『東のエデン』など有名監督の話題作における脚本を担当、および脚本協力などで功績を立てていった。宮本亜門演出の舞台『金閣寺』の脚本も手がけ、その実力は吉田修一、井上荒野、森博嗣といった作家陣からも熱い支持を得ている。マイペースに執筆を行い10年の歳月をかけた初の小説作品『ひとりぼっちじゃない』を2018年に上梓。

## 参加作品

### 映画
- 2002年　RED HARP BLUES（美術）
- 2002年　JUSTICE（装飾）
- 2003年　Seventh Anniversary（脚本家デビュー作）
- 2004年　世界の中心で、愛をさけぶ （行定勲・坂元裕二と共同執筆）
- 2005年　春の雪（脚本。佐藤信介と連名）
- 2007年　遠くの空に消えた （脚本協力）
- 2007年　クローズド・ノート（脚本。吉田智子、行定勲と連名）
- 2007年　ショコラの見た世界 (原案・脚本)
- 2008年　スカイ・クロラ The Sky Crawlers（脚本）
- 2009年　東のエデン（テレビシリーズ第一話脚本。神山健治と連名）
- 2010年　今度は愛妻家（脚本）
- 2010年　女たちは二度遊ぶ（脚本）
- 2011年　パーティーは終わった（脚本）
- 2013年　つやのよる ある愛に関わった、女たちの物語（脚本。行定勲と連名）
- 2014年　円卓　こっこ、ひと夏のイマジン（脚本）
- 2020年　きょうのできごと a day in the home（企画・脚本）
- 2023年　サイド バイ サイド 隣にいる人（監督・脚本・原案）[2]

### 舞台
- 2011年　金閣寺（脚本。宮本亜門と連名）

## メディア出演
- タイプライターズ〜物書きの世界〜 第11回（2019年1月5日、フジテレビ）

## 著書
- 『ひとりぼっちじゃない』KADOKAWA、2018年 ISBN 978-4-04-106746-8